# Nyhamnsläge-Strandbadens kusthed
Nyhamnsläge-Strandbadens kusthed är ett naturreservat i Höganäs kommun i Skåne län.
Området är naturskyddat sedan 1977 och är 99 hektar stort, varav 27 hektar land samt vatten till 3 meters djup. Det är beläget längs kusten utanför Nyhamnsläge på Kullahalvön. Strandremsan  breder ut sig kring en ”ör”, en moränrygg, som går ut i havet vid Kullens havsbad. Det grunda området kring revet är viktigt för rastande sjöfåglar och häckningsplats under vår och sommar. Landområdet är en rest av en betad allmänning och på sanddynerna växer strandråg, sandrör och martorn.

## Bilder

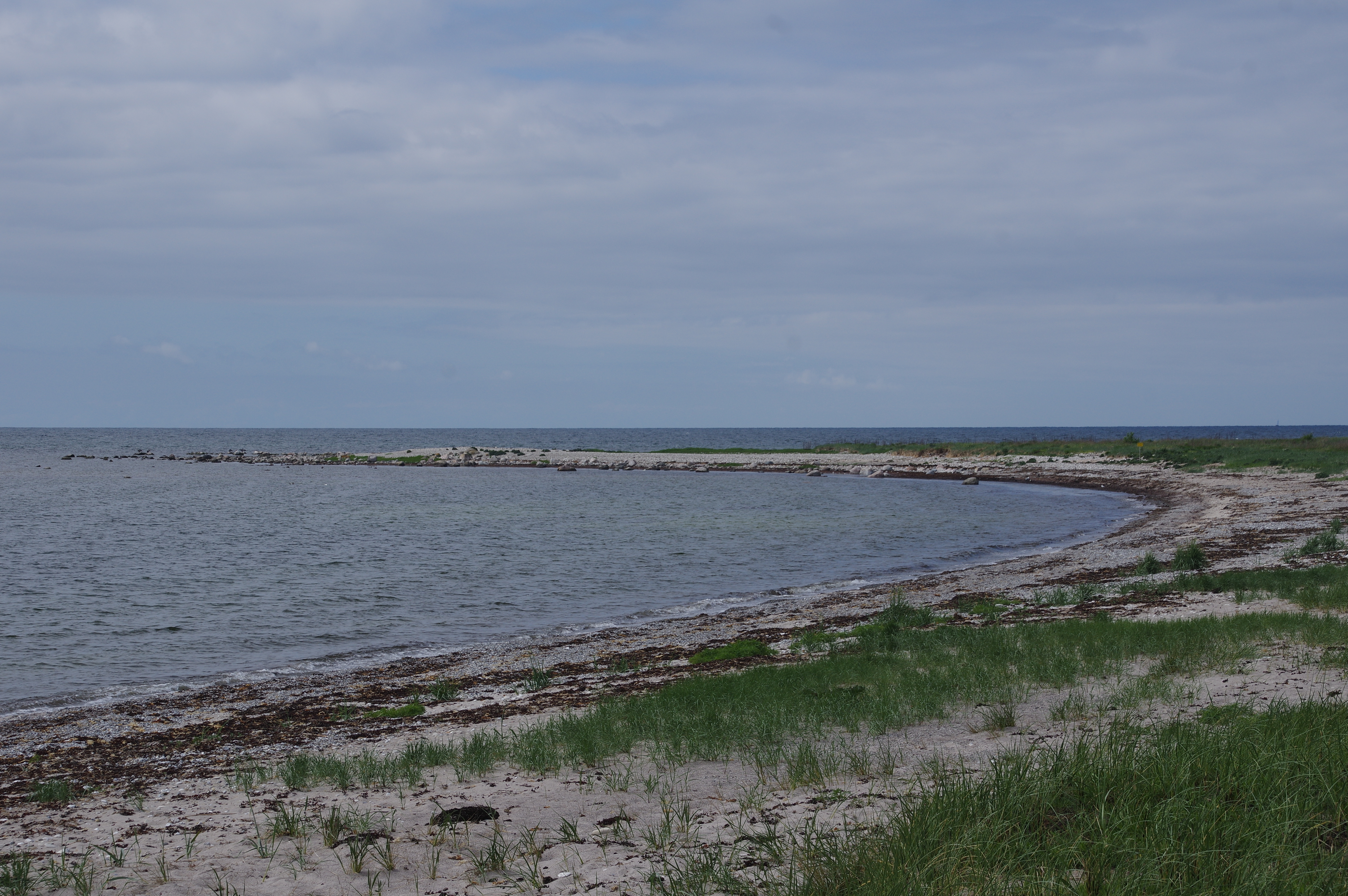
Revet.
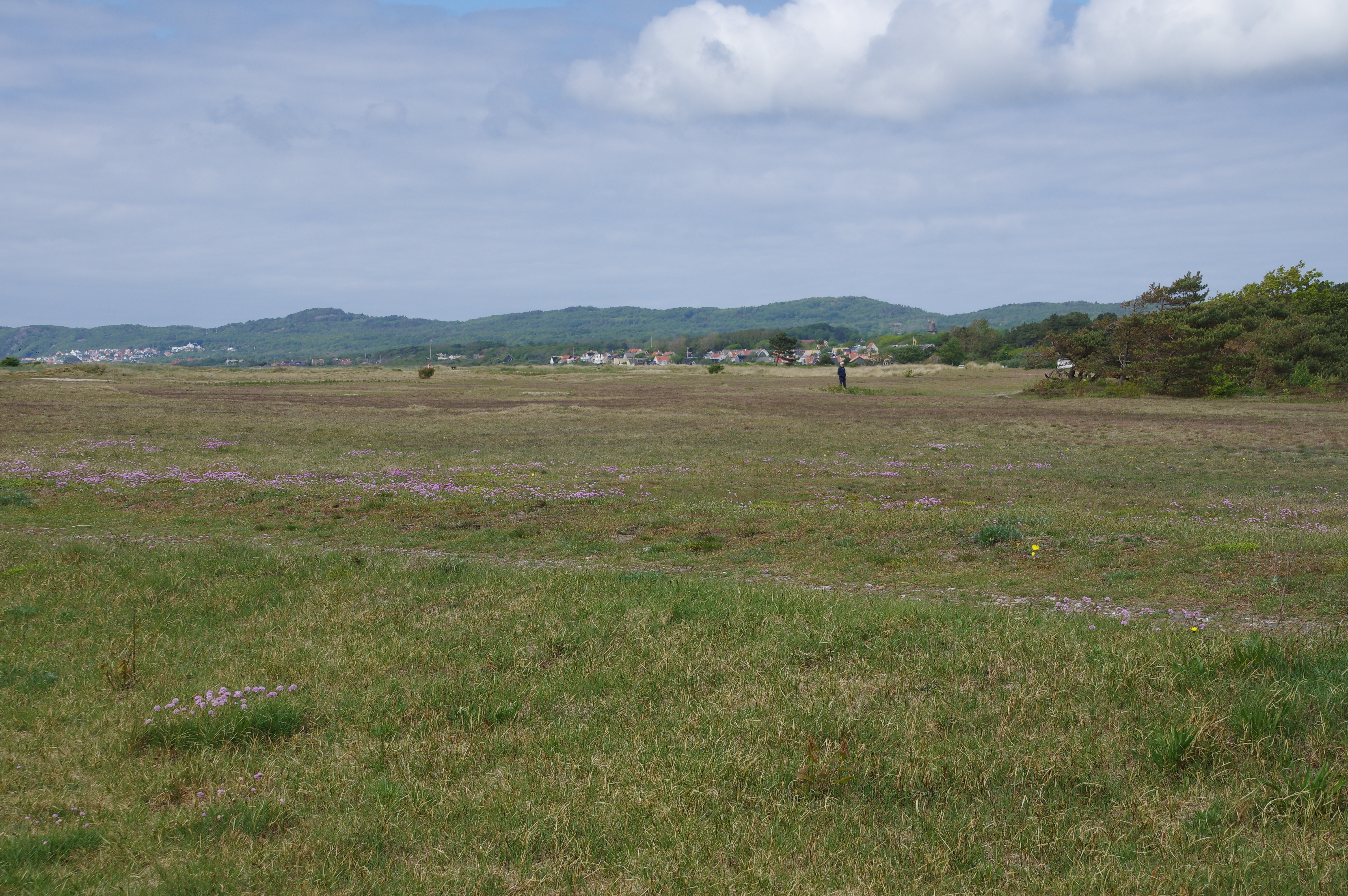
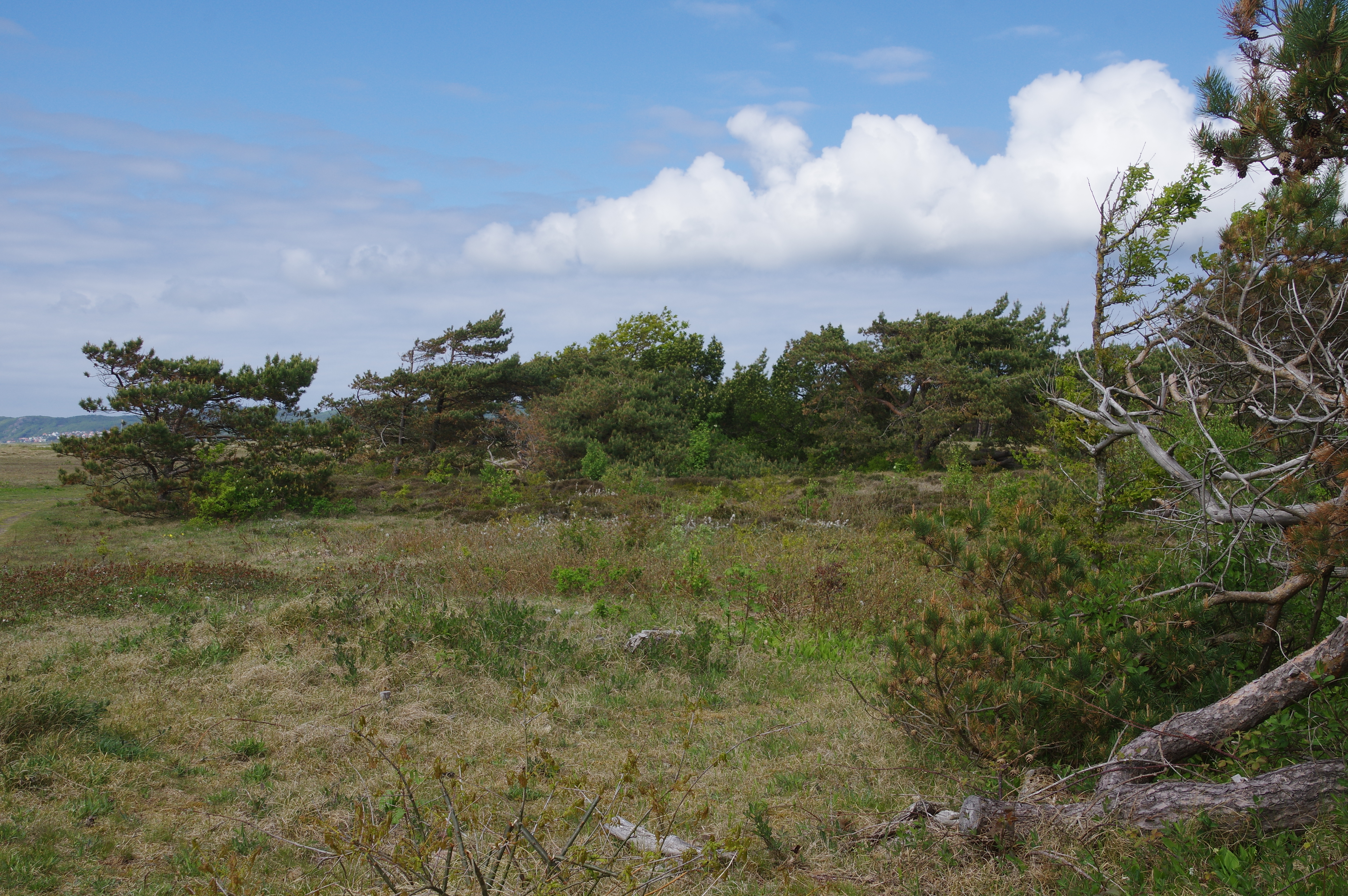
Vrestall.
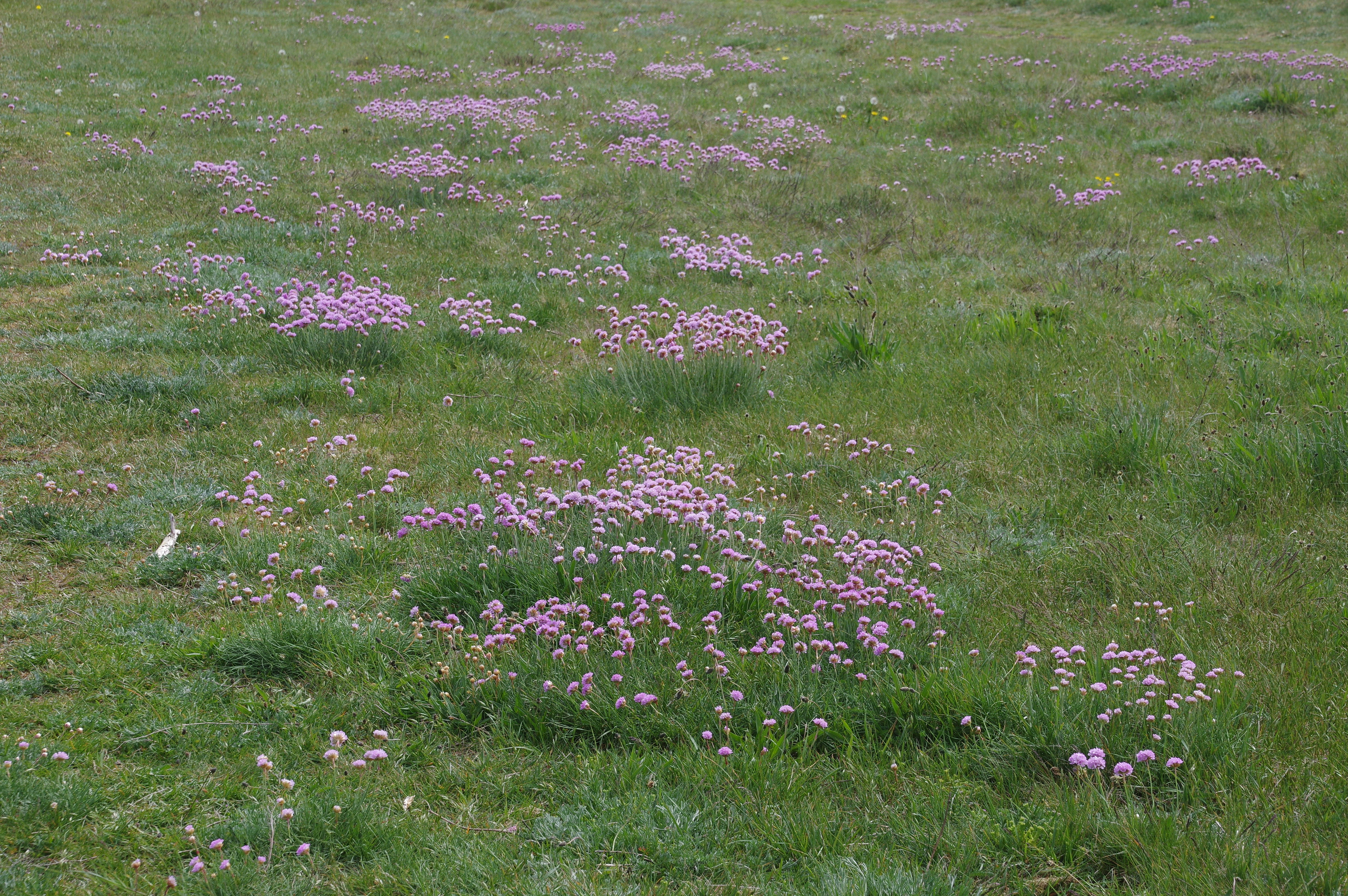
Trift.